# Incertitude radicale
L'incertitude radicale est dans la théorie keynésienne l'absolue incapacité à prévoir les événements futurs, ce qui peut faire advenir des comportements irrationnels et mimétiques, des paniques et des crises économiques lorsque cette incertitude est généralisée.